# Bill Shankly
William "Bill" Shankly, OBE (2 de septiembre de 1913 - 29 de septiembre de 1981) fue uno de los más famosos y respetados entrenadores de fútbol británico, consiguió llevar al Liverpool FC a lo más alto dentro de la liga inglesa además de conseguir numerosos éxitos en Europa. Shankly fue además un jugador muy técnico cuya carrera fue interrumpida por la Segunda Guerra Mundial. Jugó más de 300 partidos con el Preston North End y fue internacional por Escocia en 7 ocasiones.
Su figura será siempre recordada por ser el "mánager" del Liverpool. Shankly se hizo cargo del Liverpool FC cuando este estaba en la segunda división inglesa consiguiendo el ascenso en su segundo año y consiguiendo establecer su estilo tanto en el terreno de juego como en las normas del club en los años posteriores. Con Shankly el club ganó 3 campeonatos de liga inglesa, 2 FA Cups y 1 Copa de la UEFA, posteriormente dimitió tras la final de la FA Cup en 1974.

## Vida
Shankly nació en el pueblo minero de Glenbuck, Escocia, dentro de una familia con 10 hijos. Fue uno de los 5 hermanos que llegó a jugar al fútbol de manera profesional. Su hermano Bob (1910 - 1982) también tuvo éxito como mánager, conduciendo al Dundee a la victoria en la Liga Escocesa en 1962. Por sus circunstancias sociales, llegó a comentar que no pudo disfrutar de un baño hasta los 15 años.
El fútbol era una vía de escape para los trabajadores de la mina, durante la semana trabajaban y los fines de semana jugaban al fútbol. Él y 4 de sus hermanos fueron miembros de Glenbuck Cherrypickers, un equipo de su época  por  llegar a dar salida a 49 jugadores del pueblo.
Sus otros hermanos futbolistas fueron Alec, quien jugó en el Ayr United y el Clyde, Jimmy (1902-1972), quien jugó para varios equipos, incluido el Sheffield United y Southend United, y John (1903-1960), que jugó para el Luton Town y Blackpool. Su tío materno, Bob Blyth, jugó para el Preston North End y Portsmouth, antes de convertirse en el mánager del Portsmouth.

## Carrera como jugador
Su vida como jugador comenzó en Scottish Junior Football, en julio de 1932 fue fichado por ojeadores para jugar con el Carlisle United debutando el 31 de diciembre de 1932 contra el conjunto del Rochdale. En julio de 1933, después de 16 partidos con el Carlisle, fichó por el Preston North End por £500.00
En las filas del Preston fue uno de los pilares de un equipo que logró el ascenso a primera división en 1934 y jugó dos finales de la FA Cup, en 1937 cayendo ante el Sunderland, y en 1938, cuando se proclamó campeón al vencer al Huddersfield City. 
Shankly fue internacional con Escocia, debutando en un triunfo 1-0 contra Inglaterra en abril de 1938. Llegó a jugar en cuatro ocasiones más para su país, y acumuló otras siete internacionalidades en periodo de guerra, pero no cabe duda de que su proyección fue cortada por la Segunda Guerra Mundial en 1939. 
Bill Shankly a su retirada comenzó a ejercer como mánager, labor en la que destacó y por la cual se ha convertido en leyenda, pero para ello tuvo que rodarse en varios equipos antes de triunfar plenamente en el Liverpool, club al que llegó en diciembre de 1959, cuando T.V. Williams, el por entonces presidente del Liverpool, le contrató.

## Como mánager

### Liverpool
En diciembre de 1959 llega al Liverpool, un club que no estaba en sus mejores momentos deportivos, en la Segunda División Inglesa, con unas instalaciones obsoletas, donde sólo se cabe destacar un personal técnico con calidad. En él figuraban Joe Fagan y Reuben Bennett y el recientemente retirado Bob Paisley, al que Shankly admiraba.
Es el entrenador de la historia del Liverpool FC con más partidos dirigidos, hasta un total de 783. Como mánager de los "reds" y por lo que es uno de los grandes mánager de la historia, fue por hacer subir al Liverpool FC a la primera división inglesa otra vez, ganó en 3 ocasiones la liga inglesa (actual Premier League), 2 copas de Inglaterra y 4 Community Shields (Supercopa Inglesa)
Es recordado además por el duelo verbal que mantenía con sus vecinos del Everton, equipo al que dirigió algunas de las citas más conocidas y curiosas de la historia del fútbol. Algunas de ellas fueron:
"Cuando me aburro miro abajo en la clasificación a ver cómo va el Everton."
"El Everton juega tan mal, que si jugasen en el jardín de mi casa correría las cortinas para no verles."
"La ciudad de Liverpool tiene dos grandes equipos: el Liverpool, y las reservas del Liverpool."
Asimismo, fue él quien hizo colocar en el camino del vestidor a la cancha de Anfield Road una placa con la leyenda: «This is Anfield» (Esto es Anfield). En sus propias palabras, el motivo fue “para recordar a nuestros muchachos qué camiseta defienden y a nuestros adversarios contra quién juegan”. También hizo cambiar el uniforme del club, que desde entonces es totalmente rojo para infundir temor a sus adversarios.
En su honor el Liverpool le hizo una estatua en la entrada del estadio que reza: "He made the people happy" (Él hizo feliz a la gente).

## Palmarés

### Como jugador

#### Torneos nacionales
| Título | Club              | País       | Año     |
| ------ | ----------------- | ---------- | ------- |
| FA Cup | Preston North End | Inglaterra | 1937/38 |

#### Otros logros
| Título                                   | Club              | País       | Año     |
| ---------------------------------------- | ----------------- | ---------- | ------- |
| Ascenso a Football League First Division | Preston North End | Inglaterra | 1933/34 |

### Como entrenador

#### Torneos nacionales
| Título                         | Club                    | País       | Año     |
| ------------------------------ | ----------------------- | ---------- | ------- |
| Segunda División de Inglaterra | Liverpool Football Club | Inglaterra | 1961-62 |
| Football League First Division | Liverpool Football Club | Inglaterra | 1963-64 |
| Charity Shield                 | Liverpool Football Club | Inglaterra | 1964    |
| FA Cup                         | Liverpool Football Club | Inglaterra | 1964-65 |
| Charity Shield                 | Liverpool Football Club | Inglaterra | 1965    |
| Football League First Division | Liverpool Football Club | Inglaterra | 1965-66 |
| Charity Shield                 | Liverpool Football Club | Inglaterra | 1966    |
| Football League First Division | Liverpool Football Club | Inglaterra | 1972-73 |
| FA Cup                         | Liverpool Football Club | Inglaterra | 1973-74 |

#### Torneos internacionales
| Título          | Club                    | Sede            | Año     |
| --------------- | ----------------------- | --------------- | ------- |
| Copa de la UEFA | Liverpool Football Club | Mönchengladbach | 1972-73 |